# Maszuoka Hirosi
Maszuoka Hirosi (増岡 浩, nyugaton: Masuoka Hiroshi; 1960. március 13. –) japán autóversenyző, a 2002-es és a 2003-as Dakar-rali győztese.

## Pályafutása
1987-ben vett részt először a Dakar-ralin. A 2001-es versenyen másodikként zárt a német Jutta Kleinschmidt mögött. 2002-ben és 2003-ban megnyerte a versenyt egy Mitsubishi Pajeroval. Ezzel a verseny történetében ő lett negyedik versenyző, aki  két egymást követő évben győzni tudott az autósok közt. 2004-ben csapattársa, Stéphane Peterhansel akadályozta meg a címvédésben; Hirosi kevesebb mint ötven perces hátrányban ért célba a győztes francia mögött. A 2009-es Dakaron technikai hiba miatt már az első szakasz után kiállt a versenyből.
Több győzelmet aratott a tereprali-világkupa versenyein is.